# Василевский, Лев Маркович
Лев Ма́ркович Василе́вский (псевдонимы Авель, Лидин; 1874 или 1876 — 1936) — русский поэт и театральный критик; врач.

## Биография
Родился в Полтаве в еврейской семье в 1874 или 1876 году. Брат журналистов Натана и Ильи Василевских.
Увлекался социал-демократическими идеями и, вследствие этого, исключался из Полтавской гимназии — «за чтение Добролюбова и Писарева», и с естественного отделения физико-математического факультета Киевского университета (в 1897). В 1902 году окончил медицинский факультет Харьковского университета. До 1904 года работал земским врачом в Полтавской, Харьковской и Владимирской губерниях. Затем был судовым врачом. В 1912—1914 гг. сопровождал И. И. Мечникова в поездках по охваченным эпидемией чумы районам Астраханской губернии.
С 1904 года жил в Санкт-Петербурге, занимался издательской деятельностью. Вёл театральный раздел газеты «Речь», затем редактировал газету «Свободные мысли», журнал «Искорки», «Солнце России», «Утро России». Опубликовал несколько работ на политические темы: «Женский вопрос» (1906), «Австро-Венгрия: Политический строй и национальный вопросы» (1906).
Первая литературная публикация — в «Одесском вестнике». Выпущенный им в 1907 году сборник революционных стихов «В грозу» был изъят полицией. Его первый сборник «Стихи 1902-1911» получил одобрительные отклики, в том числе С. М. Городецкого. В 1916 году вышел сборник его рассказов «Земные обманы». Писал также пьесы в стихах, напр., «Канио и Анита» (СПб., 1914); перевел с немецкого много пьес. Стихи Л. Василевского были положены на музыку Борисом Левензоном.
До революционных событий 1917 года печатался, в основном, в журналах «Мир божий», «Журнал для всех», «Сатирикон»; публиковался в «Вестнике Европы», «Театре и искусстве», «Литературно-медицинском журнале» и других изданиях. Был организатором целого ряда литературно-просветительских мероприятий, участвовал в работе «Кружка молодых» при Петербургском университете, а также Литературно-художественного общества.
Во время Гражданской войны был тяжело контужен и почти совершенно лишился слуха. Отойдя от литературной работы, занимался пропагандой санитарно-гигиенических знаний: Гигиена женского труда. — Л., 1925), Аборт как социальное явление. — 2-е изд., 1927, Дурманы (наркотики) — 1924, Половой вопрос. Проституция и рабочая молодёжь. — 1924, Половые извращения. — 1924, Суд над акушеркой Лопухиной… — 1923.

## Избранное
- Россия и Финляндия. — 1906.
- Водолечение. — 1910.
- Стихи. — СПб., 1911; 1912.
- Сборник миниатюр и одноактных пьес. — СПб., 1914.
- По следам войны. Впечатления военного врача. — Петроград, 1916.
- Земные обманы. — Петроград, 1916.